# Partito Repubblicano di Georgia
Il Partito Repubblicano di Georgia (in georgiano: საქართველოს რესპუბლიკური პარტია, trasl. Sak'art'velos respublikuri partia - SRP), noto anche con la denominazione di Repubblicani (რესპუბლიკელები, trasl. Respublikelebi), è un partito politico georgiano di orientamento liberal-conservatore fondato il 21 maggio 1978.
Fa parte del Sogno Georgiano che ha vinto le elezioni parlamentari del 2012, sconfiggendo il Movimento Nazionale Unito.